# اقتصاد المنصات

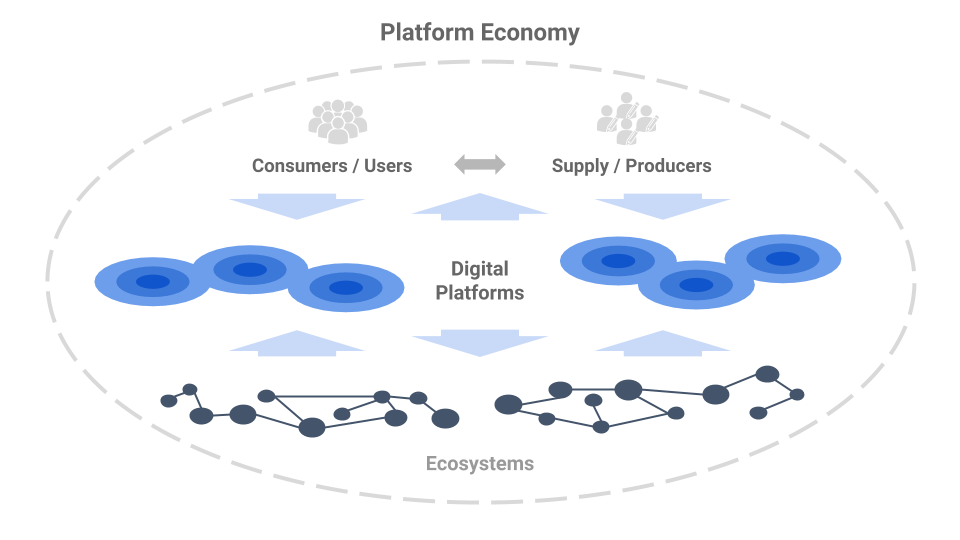
تصور اقتصاد المنصة

يشمل اقتصاد المنصة الأنشطة الاقتصادية والاجتماعية التي تسهلها المنصات الرقمية. وتعمل هذه المنصات — مثل أمازون، وإير بي إن بي، وأوبر، ومايكروسوفت، وجوجل — بمثابة وسطاء بين مجموعات مختلفة من المستخدمين، مما يتيح التفاعلات والمعاملات والتعاون والابتكار. لقد شهد اقتصاد المنصة نموًا سريعًا، مما أدى إلى تعطيل نماذج الأعمال التقليدية والمساهمة بشكل كبير في الاقتصاد العالمي.
تتميز أعمال المنصات باعتمادها على تأثيرات الشبكة، حيث تزداد قيمة المنصة مع انضمام المزيد من المستخدمين. وقد سمح هذا للعديد من شركات المنصات بالتوسع بسرعة وتحقيق النفوذ العالمي. وقد أدخلت اقتصادات المنصات أيضًا تحديات جديدة، مثل ظهور ترتيبات العمل الهشة في اقتصاد العمل المؤقت، وانخفاض حماية العمال، والمخاوف بشأن التهرب الضريبي من قبل مشغلي المنصات. وبالإضافة إلى ذلك، يزعم المنتقدون أن المنصات تساهم في تركيز السوق ‏ وزيادة عدم المساواة.
تاريخيًا، تعود جذور المنصات إلى الأنظمة الاقتصادية ما قبل الرقمية، مع وجود أمثلة على أنظمة التوفيق بين الأشخاص والتبادل تعود إلى آلاف السنين. ومع ذلك، فإن صعود شبكة الإنترنت في تسعينيات القرن العشرين مكّن من التوسع السريع للمنصات عبر الإنترنت، بدءًا من رواد مثل كريجزليست وإيباي. منذ الأزمة المالية في عام 2008، توسع اقتصاد المنصات بشكل أكبر مع نمو خدمات اقتصاد المشاركة مثل إير بي إن بي ومنصات سوق العمل مثل تاسك رابيت. لقد جذبت الأهمية المتزايدة للمنصات انتباه العلماء والحكومات والهيئات التنظيمية، حيث أشادت العديد من التقييمات المبكرة بإمكانياتها في تعزيز الإنتاجية وخلق أسواق جديدة.
وفي السنوات الأخيرة، تزايدت المخاوف بشأن التأثيرات الاجتماعية والاقتصادية لاقتصاد المنصات. وقد سلط النقاد الضوء على قضايا مثل البطالة التكنولوجية، واستبدال الوظائف التقليدية بأشكال عمل غير مستقرة، وانخفاض عائدات الضرائب. وقد أثار بعض العلماء وصناع السياسات أيضًا ناقوس الخطر بشأن التأثيرات النفسية المحتملة للإفراط في استخدام المنصات وتأثيرها على التماسك الاجتماعي. ونتيجة لهذا، كان هناك تحول نحو مزيد من التدقيق التنظيمي للمنصات، وخاصة في الاتحاد الأوروبي، حيث تم اقتراح لوائح جديدة لضمان المنافسة العادلة وحماية العمال. ورغم هذه التحديات، لا تزال المنصات تشكل قوة مهيمنة في الاقتصاد العالمي، مع استمرار المناقشات حول أفضل السبل لإدارة نفوذها.

## التاريخ
إن مفهوم المنصات التي تسهل التبادلات الاقتصادية والاجتماعية يسبق العصر الرقمي بقرون. وتشمل الأمثلة المبكرة خدمات التوفيق بين الأشخاص في الصين التي يعود تاريخها إلى عام 1100 قبل الميلاد على الأقل، حيث كان الوسطاء يربطون بين شركاء الزواج المحتملين. وعلى نحو مماثل، تمت مقارنة تبادلات الحبوب القديمة في اليونان والمعارض في العصور الوسطى بالمنصات المعاملاتية الحديثة. بمرور الوقت، عملت المناطق الجغرافية المعروفة بأنواع محددة من الإنتاج، مثل بعض التجمعات الصناعية، أيضًا كمنصات للابتكار، وهو المفهوم الذي تم إضفاء الطابع الرسمي عليه بشكل أكبر في ثمانينيات القرن العشرين مع ظهور منصات التكنولوجيا مثل وينتل.
لقد أدى ظهور الإنترنت إلى تحويل الأعمال التجارية القائمة على المنصات من خلال تحسين الاتصال والتواصل بشكل كبير. ظهرت المنصات عبر الإنترنت مثل كريجزليست وإيباي في تسعينيات القرن العشرين، في حين ظهرت منصات التواصل الاجتماعي مثل ماي سبيس ومنصات التعاون مثل ويكيبيديا العربية في أوائل العقد الأول من القرن الحادي والعشرين. لقد أدت الأزمة المالية في عام 2008 إلى إنشاء نماذج منصات جديدة، بما في ذلك منصات تقاسم الأصول مثل إير بي إن بي ومنصات العمل مثل تاسك رابيت.
وعلى الرغم من التاريخ الطويل للأنظمة الشبيهة بالمنصات، فلم يبدأ الباحثون في التركيز على المنصات باعتبارها نموذج أعمال مميز إلا في تسعينيات القرن العشرين. ركزت الأبحاث المبكرة في المقام الأول على منصات الابتكار دون التركيز بشكل خاص على المنصات الرقمية. بحلول أواخر تسعينيات القرن العشرين، ظل فهم «اقتصاد المنصة» الأوسع محدودًا. لقد توسع مصطلح «المنصة» منذ ذلك الحين ليشمل صانعي التوفيق الرقميين والأسواق متعددة الجوانب، كما وصفها جان تشارلز روشيه وجان تيرول في عملهما الرائد حول المنافسة على المنصات.
في السياق الأكاديمي، يشير مصطلح «المنصة» غالبًا إلى الأنظمة التي تسهل التفاعلات بين المجموعات المختلفة، مثل أوبر أو إير بي إن بي أو تاسك رابيت. ومع ذلك، يمكن للمنصات أيضًا أن تشمل جهات التوفيق غير الرقمية، مثل المتنزهات التجارية والنوادي الليلية، أو الكيانات الأخرى التي تمكن التفاعلات التي تتجاوز المعاملات البسيطة. يعرف علماء مثل كارليس واي بالدوين ‏ وسي جيسون وودارد المنصة بأنها نظام يحتوي على مكونات أساسية مستقرة ومكونات محيطية أكثر تنوعًا، مما يتيح المرونة والابتكار.
ويستمر تطور تأثير المنصات، مع استمرار المناقشات الأكاديمية والتجارية التي تستكشف آثارها طويلة المدى والطرق التي تعيد بها تشكيل الأسواق والصناعات والممارسات المجتمعية.

## المنصات
تشير مصطلح المنصات إلى الانتشار المتزايد للمنصات الرقمية الكبيرة التي تعمل كوسيط بين المستخدمين، مما يسهل التفاعلات الاقتصادية والاجتماعية في المجال العام. تم تقديم المصطلح لأول مرة من قبل آن هيلموند، التي وصفته بأنه «صعود المنصة باعتبارها النموذج الحسابي والبنيوي والاقتصادي السائد للويب» وفحصت كيف توسع المنصات حدودها إلى مناطق جديدة من الإنترنت. وتشمل هذه العملية توسيع البنية الأساسية للمنصة إلى مجالات متنوعة، وتغليف مجالات جديدة من النشاط الاقتصادي والاجتماعي.
وقد تم البناء على عمل هيلموند من قبل علماء آخرين، مثل نيبورج وبويل، الذين وصفوا المنصات بأنها توسع الامتدادات الاقتصادية والبنية الأساسية للمنصات في الويب. تؤثر هذه الامتدادات على كيفية إنتاج المحتوى الثقافي وتوزيعه واستهلاكه. غالبًا ما تتضمن المنصات استخدام واجهات برمجة التطبيقات (APIs) ومجموعات تطوير البرامج (SDKs)، والتي تسمح للمطورين الخارجيين بالتكامل مع المنصات، وإزالة مركزية جمع البيانات مع مركزية معالجة البيانات.
قارن بعض الباحثين دور المنصات الرقمية بالبنية التحتية التقليدية، كالسكك الحديدية والمرافق العامة. ويرى بلانتين ولاغوز وإدواردز أن المنصات تُعدّ الآن بمثابة بنية تحتية أساسية، على غرار الاحتكارات في أواخر القرن التاسع عشر وأوائل القرن العشرين.
أكد باحثون في دراسات الأعمال على التأثيرات الشبكية المرتبطة بشركات المنصات، حيث تزداد قيمة المنصة مع زيادة عدد المستخدمين المشاركين. ومع ذلك، أثار النقاد مخاوف بشأن كيف يمكن أن يؤدي هيمنة المنصات إلى تركيز رأس المال والثروة في أيدي عدد قليل من أصحاب الأعمال. على سبيل المثال، جادل تريبور شولز بأن استغلال العمالة سمة منهجية لمنصات التعهيد الجماعي، مثل منصة أمازون ميكانيكال تورك.
في العقد الثاني من القرن الحادي والعشرين، تطور مفهوم «التحول إلى منصات» من وصف المنصات ككيانات ثابتة إلى اعتبارها جزءًا من عملية تحول رقمي أوسع. سلط هيلموند الضوء على كيفية استخدام المنصات لواجهات برمجة التطبيقات (APIs) ومجموعات تطوير البرامج (SDKs) لدمج بيانات الجهات الخارجية في عملياتها، مما يُسهّل لامركزية جمع البيانات ومركزية معالجتها. وقد جادل نقاد مثل بويل ونيبورغ بأن هذه العملية تُعيد تشكيل الممارسات الثقافية وتؤثر على الحوكمة والأسواق والبنى التحتية للبيانات.
توجد تعريفات مبسطة لمفهوم «التحول إلى منصة»، ومن التفسيرات الشائعة إنشاء سوق يفرض رسومًا على المستخدمين مقابل الوصول. ومع ذلك، تُركز تعريفات أكثر دقة، مثل تعريفي بويل ونيبورغ، على الأبعاد المؤسسية الأوسع لمفهوم «التحول إلى منصة»، بما في ذلك البنى التحتية للبيانات والأسواق والحوكمة.

## نموذج الأعمال
يتضمن نموذج أعمال المنصة تحقيق الأرباح من خلال تسهيل التفاعلات بين مجموعتين أو أكثر من المستخدمين المتميزين. هذا النموذج سبق الإنترنت؛ على سبيل المثال، استخدمت الصحف التي تحتوي على أقسام للإعلانات المبوبة نهجًا مشابهًا منذ فترة طويلة. مع ظهور التكنولوجيا الرقمية، تم اعتماد نموذج المنصة بشكل متزايد، لكن النجاح ليس مضمونًا. في حين أن بعض الشركات الرقمية الأصلية وصلت بسرعة إلى تقييمات بمليارات الدولارات واكتسبت ولاءً قويًا للعلامة التجارية، إلا أن العديد من الشركات الناشئة على المنصات تفشل.
تتراوح الشركات التي تركز على نموذج المنصة من الشركات الناشئة «المولودة اجتماعيًا» إلى الشركات التقليدية التي تدمج استراتيجيات المنصة في عملياتها. وقد تعتمد شركات أخرى على منصات تابعة لجهات خارجية بدلاً من إدارة منصاتها الخاصة. وجدت دراسة استقصائية أجرتها شركة أكسنتشر في عام 2016 أن 81% من المديرين التنفيذيين يتوقعون أن تكون النماذج القائمة على المنصة محورية لاستراتيجيات النمو الخاصة بهم في غضون ثلاث سنوات. أظهرت الأبحاث التي أجرتها شركة ماكينزي وشركاه في عام 2019 أن الشركات التي تستخدم المنصات، سواء كانت خاصة بها أو تابعة لجهات خارجية، حققت في المتوسط نموًا سنويًا في الأرباح قبل الفوائد والضرائب بنسبة 1.4% أعلى من تلك التي لا تستخدم استراتيجية المنصة.
تختلف عمليات المنصات اختلافًا كبيرًا عن نماذج الأعمال التقليدية، حيث ينصب التركيز الأساسي على بيع السلع أو الخدمات. في المقابل، تربط منصات المعاملات بشكل أساسي مجموعات المستخدمين المختلفة. على سبيل المثال، تبيع شركة سيارات الأجرة التقليدية خدمات النقل، بينما تربط شركة المنصات السائقين بالركاب.
من السمات البارزة لأعمال المنصات اعتمادها على تأثيرات الشبكة، حيث تزداد قيمة المنصة مع زيادة عدد الأشخاص الذين يستخدمونها. يؤدي هذا غالبًا إلى تقديم خدمات مجانية لمجموعة واحدة من المستخدمين لجذب جمهور أكبر، مما يؤدي بعد ذلك إلى توليد الطلب على الجانب المولد للإيرادات، مثل المعلنين.
لقد فرض التحول نحو المنصات تحديات على بعض الشركات القائمة. على سبيل المثال، فقدت شركات مثل بلاك بيري المحدودة ونوكيا حصة في السوق لصالح شركات موجهة نحو المنصات مثل أبل وأندرويد من جوجل في أوائل العقد الأول من القرن الحادي والعشرين، حيث فشلت في التكيف مع الأهمية المتزايدة للأنظمة البيئية على المنتجات.

## المنصات
يتضمن إنشاء المنصات وتشغيلها تطويرًا تقنيًا، وتأثيرات شبكية، وفي كثير من الحالات، تنمية النظم البيئية. ويمكن تصنيف هذه المنصات، التي تُسهّل التفاعل بين مجموعتين أو أكثر من المستخدمين، إلى عدة أنواع بناءً على فائدتها الرئيسية.

### إنشاء المنصة
تتضمن عملية إنشاء منصة تطويرَ وظائف تقنية وتعزيزَ تأثيرات الشبكة. وبالنسبة للعديد من المنصات، يُعدّ بناءُ منظومةٍ بيئيةٍ متينةٍ من المساهمين الخارجيين أمرًا أساسيًا أيضًا.

#### الوظائف التقنية
يمكن أن يكون تطوير الوظائف التقنية الأساسية غير مكلف نسبيًا. على سبيل المثال، اقترحت كورتني بويد مايرز ‏ أنه من الممكن بناء منصة مثل تويتر بتكاليف ضئيلة. ومع ذلك، يجب تطوير منصة تهدف إلى جذب قاعدة كبيرة من المستخدمين إلى مستوى المنتج الأدنى القابل للتطبيق (MVP) على الأقل، والذي يتضمن طبقة تجربة مستخدم مصقولة جيدًا. أفاد بويد مايرز أن التقديرات تتراوح بين 50 ألف دولار إلى 250 ألف دولار لتطوير منتج قابل للتطبيق على الأقل مثل تويتر، في حين أن المنصات الأكثر تعقيدًا، مثل أوبر، قد تتكلف ما بين 1 إلى 1.5 مليون دولار. على الرغم من أن بناء الوظائف الفنية يمكن إدارته في كثير من الأحيان، إلا أن جذب قاعدة كبيرة من المستخدمين لتأثيرات الشبكة قد يكون أكثر تحديًا.

#### تأثيرات الشبكة
تستفيد المنصات بشكل كبير من تأثيرات الشبكة، مما يزيد من قيمتها مع انضمام المزيد من المستخدمين. ومع ذلك، قد تكون قيمة هذه التأثيرات مبالغًا فيها أحيانًا، كما يتضح في مغالطة «جذب كل الأنظار»، حيث لا يؤدي جذب المستخدمين دائمًا إلى تحقيق الربح بنجاح.

#### النظم البيئية
غالبًا ما تعمل المنصات الرقمية على تنمية أنظمة بيئية من المساهمين المستقلين الذين يضيفون قيمة تتجاوز الاستخدام الأساسي للمنصة. على سبيل المثال، يقوم مطورو التطبيقات بإنشاء تطبيقات تابعة لجهات خارجية لمنصات مثل Facebook. قد يكون لدى الشركات التقليدية التي تدخل أسواق المنصات نظام بيئي راسخ من الشركاء، في حين تعرض الشركات الناشئة منصاتها غالبًا عبر واجهات برمجة التطبيقات التي يمكن الوصول إليها علنًا أو تقدم حوافز لجذب الشركاء. عادةً ما يقوم مالكو المنصات بالترويج لأنظمتهم البيئية، على الرغم من أن المنافسة بين مالك المنصة والمشاركين قد تنشأ أحيانًا.

### أنواع المنصات
تُصنَّف المنصات عادةً بناءً على فائدتها الأساسية. الأنواع الأربعة الشائعة للمنصات هي: منصات المعاملات، ومنصات الابتكار، ومنصات التكامل، ومنصات الاستثمار.

#### منصات الاستثمار
تعمل منصات الاستثمار كمركبات احتجاز لشركات منصات متعددة أو تستثمر في شركات المنصات دون تشغيل منصة رئيسية بنفسها.

#### التعاونيات المنصة
تشمل تعاونيات المنصات منصاتٍ يملكها ويديرها المشاركون، على عكس المنصات المملوكة للقطاع الخاص. قد تنافس هذه التعاونيات المنصات التقليدية أو تُقدّم نماذج جديدة لإشراك المستخدمين في قطاعاتٍ مثل الحوكمة المحلية.

## التوزيع العالمي والتنمية الدولية والاستراتيجية الجغرافية
غالبًا ما تُحلَّل المنصات بناءً على توزيعها وتأثيراتها المتفاوتة عبر مختلف المناطق الجغرافية. وقد تكهنت المناقشات المبكرة بأن صعود اقتصاد المنصات قد يُساعد الولايات المتحدة على الحفاظ على هيمنتها العالمية. وبينما لا تزال أكبر شركات المنصات من حيث القيمة السوقية متمركزة في الولايات المتحدة، تشهد المنصات في آسيا، وخاصةً الهند والصين، نموًا سريعًا. وتوقع بعض المحللين أن يُسهم اقتصاد المنصات في تحول القوة الاقتصادية نحو آسيا.

### إفريقيا

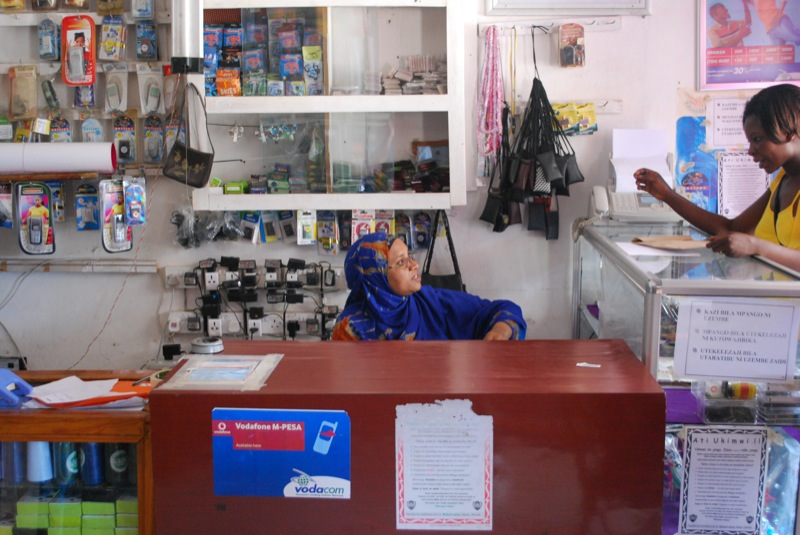
وكيل إم-بيسا في تنزانيا. يوفر إم-بيسا شكلاً من أشكال الشمول المالي للأشخاص الذين لا يملكون حسابات مصرفية.

وقد ظهرت العديد من المنصات الناجحة في أفريقيا، وكثير منها منصات محلية. وقد تم اعتبار أفريقيا رائدة في «تجاوز» الإنترنت عبر الخطوط الثابتة وتطوير تطبيقات الهاتف المحمول بشكل مباشر. في مجال الأموال عبر الهاتف المحمول، لفتت خدمة إم-بيسا ‏ الكينية الانتباه العالمي إلى هذه التكنولوجيا. وقد توسعت خدمة إم-بيسا خارج أفريقيا لتشمل آسيا وشرق أوروبا، مما يسمح للمستخدمين بإرسال واستقبال الأموال عبر الرسائل النصية القصيرة. وكانت لمنصات أخرى، مثل أوشاهيدي، تأثيرات اجتماعية كبيرة في أفريقيا أيضًا. في حين أن المنصات في أفريقيا تستخدم الرسائل النصية القصيرة في كثير من الأحيان، فقد زاد استخدام الهواتف الذكية، حيث تجاوز استخدام الإنترنت عبر الهاتف المحمول المتوسطات العالمية.
لقد جلب صعود المنصات فرصًا وتحديات إلى أفريقيا. على الرغم من أن الاضطرابات التي لحقت بالصناعات التقليدية كانت أقل بسبب البنية التحتية الاقتصادية غير المتطورة نسبيًا، إلا أن بعض الشركات لا تزال تكافح من أجل التكيف. بحلول عام 2017، هدأت بعض الحماسة المحيطة باقتصاد المنصات في أفريقيا بسبب انخفاض أسعار السلع الأساسية، لكن التفاؤل ظل قائما. حددت دراسة استقصائية عالمية شركة منصة أفريقية واحدة فقط تقدر قيمتها بأكثر من مليار دولار: شركة Naspers، ومقرها في كيب تاون.

### آسيا
تعد آسيا موطنًا لبعض أكبر شركات المنصات في العالم. بحلول عام 2016، كان لدى آسيا 82 شركة منصة تقدر قيمتها بأكثر من 930 مليار دولار، ومعظمها مقرها في الصين. تهيمن الشركات المحلية مثل علي بابا وتينسنت على اقتصاد المنصات في الصين، في حين تكافح المنصات الأجنبية مثل إيباي للحصول على حصة في السوق.
وخارج الصين، شهدت المنصات الآسيوية نمواً سريعاً في قطاعات مثل التجارة الإلكترونية. ومع ذلك، حققت المنطقة نجاحًا أقل في وسائل التواصل الاجتماعي والبحث حتى ظهور منصات مثل تيك توك. وفي بعض البلدان، تظل المنصات الغربية مهيمنة، مثل فيسبوك في الهند، حيث أصبح منصة التواصل الاجتماعي الأكثر شعبية.

### أوروبا
توجد في أوروبا عدد كبير من شركات المنصات، على الرغم من أن القليل منها تقدر قيمتها بأكثر من مليار دولار. في عام 2016، كان هناك 27 شركة فقط من هذا النوع في أوروبا، مقارنة بأعداد أكبر بكثير في آسيا وأمريكا الشمالية. عملت المفوضية الأوروبية على تشجيع إنشاء منصة جايا-إكس لتزويد الاتحاد الأوروبي بالاستقلالية الرقمية، بهدف تقليل الاعتماد على مقدمي المنصات الأمريكيين والصينيين.

### أمريكا الشمالية

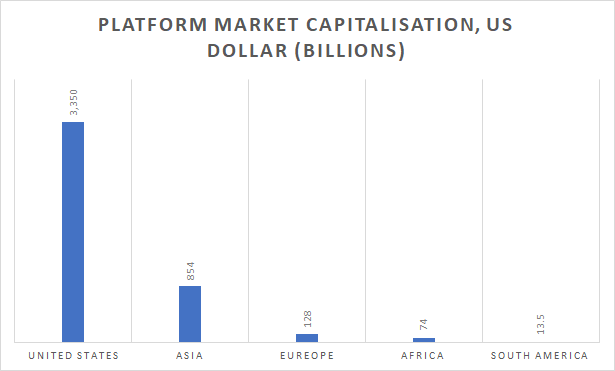
القيمة السوقية لشركات المنصات حسب المنطقة، استنادًا إلى بيانات الأمم المتحدة لعام 2015

تظل أمريكا الشمالية، وخاصة الولايات المتحدة، الرائدة عالميًا في شركات المنصات من حيث القيمة السوقية. وجدت دراسة استقصائية أجريت عام 2016 أن 63 شركة منصة مقرها الولايات المتحدة تقدر قيمتها بأكثر من مليار دولار، وتقع 44 منها في منطقة خليج سان فرانسيسكو. تمثل هذه الشركات، بما في ذلك جوجل وأمازون وآبل وفيسبوك، 52% من القيمة السوقية العالمية لشركات المنصات.

### أمريكا الجنوبية
اعتبارًا من أوائل عام 2016، لم يكن لدى أمريكا الجنوبية سوى ثلاث شركات منصات تقدر قيمتها بأكثر من مليار دولار: ميركادو ليبري وDespegar.com وبي 2 دبليو ‏. تعد المنطقة موطنًا لعدد من الشركات الناشئة، وخاصة في البرازيل والأرجنتين، حيث شجعت السوق المحلية على تبني نظرة عالمية.
لم يشهد اقتصاد العمل الحر القائم على المنصات نموًا سريعًا في أمريكا الجنوبية مقارنةً بمناطق أخرى، ويعزى ذلك جزئيًا إلى اتساع سوق العمل غير الرسمي. مع ذلك، أشار بعض الباحثين إلى أن تقاليد أمريكا اللاتينية في النشاط العمالي المنظم قد تُقدم دروسًا قيّمة للعمال في مناطق أخرى تواجه تحديات اقتصادية تفرضها المنصات.

## التقييم

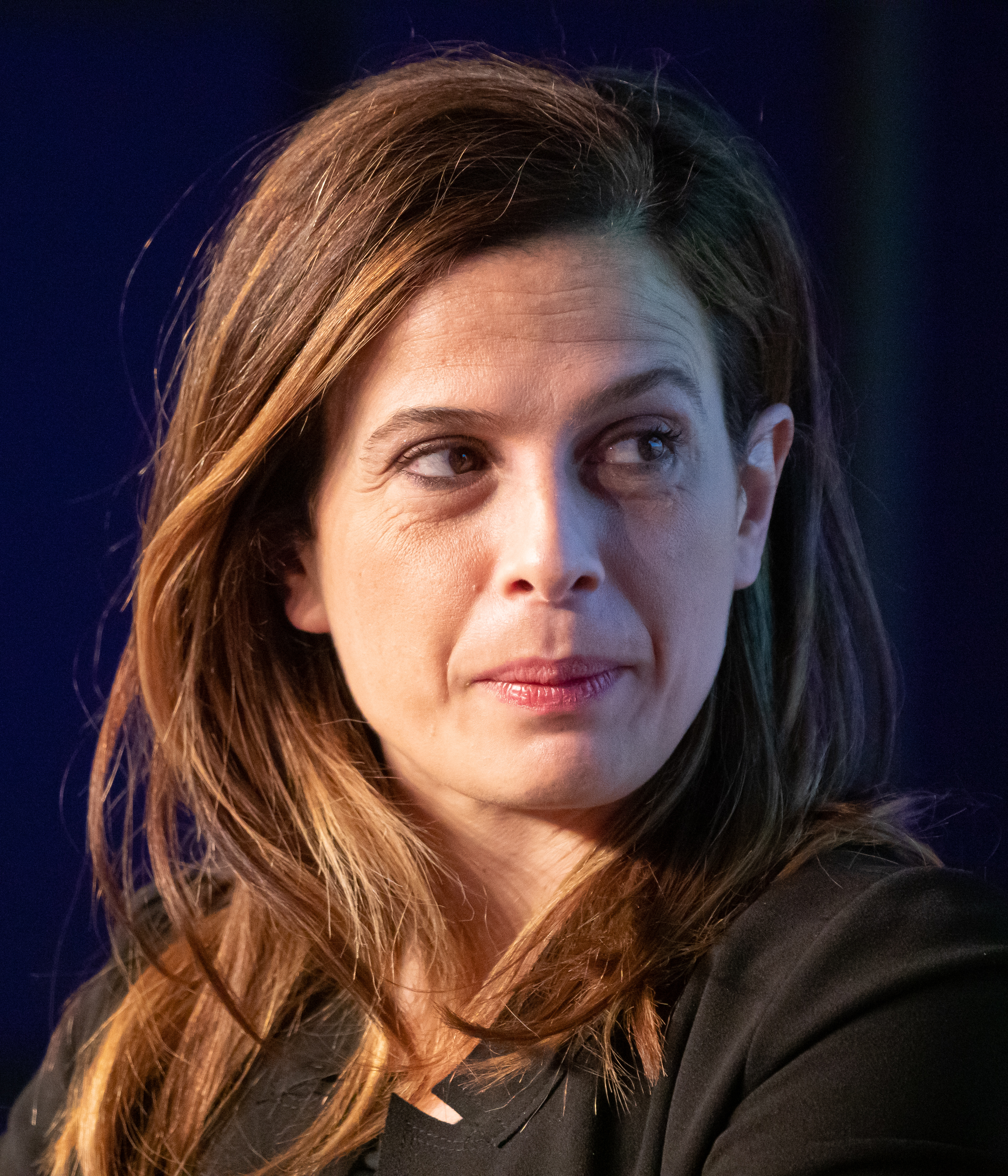
فرانشيسكا بريا، إحدى الناقدات الأوائل للمنصات الكبيرة المملوكة للقطاع الخاص والمدافعة عن التعاون بين المنصات

وقد أدى صعود المنصات الرقمية في أعقاب الأزمة المالية عام 2008 إلى تكثيف الاهتمام بتأثيرها على المجتمع والاقتصاد العالمي. لقد أجرى العلماء ومراكز الفكر والحكومات العديد من التقييمات، مع التركيز على اقتصاد المنصة بشكل عام والجوانب الأضيق مثل اقتصاد العمل المؤقت والتأثيرات النفسية لوسائل التواصل الاجتماعي.
وكانت المراجعات المبكرة إيجابية إلى حد كبير، حيث أشارت إلى أن المنصات يمكن أن تعمل على تحسين الخدمات وزيادة الإنتاجية والحد من عدم الكفاءة وخلق أسواق جديدة. وأشار صندوق النقد الدولي والبنك الدولي أيضًا إلى الإمكانات التي تتمتع بها تكنولوجيا المنصات في دفع النمو في البلدان الأقل نموًا.
ومع ذلك، فقد زعم المنتقدون أن المنصات قد تؤدي إلى تفاقم قضايا مثل البطالة التكنولوجية، وظروف العمل الهشة، وعدم المساواة في الدخل. وقد ارتبطت المنصات أيضًا بانخفاض عائدات الضرائب واحتمالية التأثيرات الضارة على الصحة العقلية ورفاهية المجتمع.

## التأثيرات الخارجية الاجتماعية والبيئية

### التأثيرات على العمالة
لقد أدخلت منظومة المنصات نوعين رئيسيين من الوظائف: العمل عند الطلب، والذي يتضمن مهامًا غير متصلة بالإنترنت مثل التنظيف، والعمل الجماعي، حيث تُنجز المهام افتراضيًا. يُشدد المؤيدون على سهولة الوصول إلى هذه الفرص الوظيفية ومرونتها وقلة عوائق الدخول إليها، بينما يُشدد المنتقدون على طبيعتها الهشة.
يُصنف العاملون في اقتصاد المنصات عادةً كمتعاقدين مستقلين أو عاملين لحسابهم الخاص، وهو تصنيف يُعفي المنصات من توفير حماية العمل التقليدية، مثل الحد الأدنى للأجور والإجازات المرضية وغيرها من المعايير. في حين أن المرونة تُساعد بعض العاملين، مثل مُقدمي الرعاية، على إدارة أعباء عملهم، إلا أنها تُؤدي أيضًا إلى انعدام الأمن الوظيفي وانخفاض الدخل. يتقاضى العديد من العاملين في اقتصاد العمل الحر أجورًا أقل من المتوسط، مما يُفاقم تفاوت الدخل.

### التأثيرات على المخاطر الاستهلاكية والمجتمعية
أحدثت المنصات ثورةً في قطاعاتٍ مثل سيارات الأجرة والفنادق، مستبدلةً مقدمي الخدمات التقليديين، ومُرسِمةً قطاعاتٍ كانت في السابق غير رسمية. تُركّز عملية إعادة الهيكلة هذه على جمع القيمة في أيدي مالكي المنصات.
كثيراً ما تلجأ المنصات المهيمنة إلى اتفاقيات حصرية لحصر المستخدمين والتجار. ورغم أن هذه الممارسات تزيد من ربحية المنصات، إلا أنها تحد من خيارات المستهلكين، وتخنق المنافسة، وتؤدي إلى انعدام الكفاءة. ويرى النقاد أن هذه الممارسات تستغل المستهلكين والتجار.
يجادل مؤيدو المنصات بأنها تُضفي طابعًا ديمقراطيًا على ريادة الأعمال من خلال تحرير الأصول غير المُستغلة، مثل الغرف عبر إير بي إن بي أو المركبات عبر أوبر. في المقابل، يُجادل المنتقدون بأن المنصات تُركز الثروة وتُفاقم التفاوتات الاقتصادية. في قطاعات مثل التجارة الإلكترونية وتوصيل الطعام، يُمكن لاتفاقيات الحصرية أن تُقيّد المنافسة بشكل أكبر، مما يُقلل من الرفاه المجتمعي بشكل عام.

### التأثيرات على الأسواق
تواصل المنصات إحداث تغييرات جذرية في الأسواق التقليدية من خلال إزاحة مقدمي الخدمات الراسخين وإعادة تنظيم القطاعات. على سبيل المثال، تُركز تطبيقات مشاركة الرحلات ومنصات التأجير قصير الأجل على استخلاص القيمة، مع استبدال مقدمي الخدمات التقليديين.
غالبًا ما تستخدم المنصات المهيمنة اتفاقيات حصرية للحفاظ على سيطرتها على المستخدمين والتجار. تُقلل هذه الاتفاقيات من خيارات المستهلكين وتُعيق المنافسة، مما يُسهم في انعدام كفاءة السوق. ورغم ادعاء المنصات تعزيز ريادة الأعمال وتحسين استخدام الموارد، يُسلط النقاد الضوء على دورها في خلق تفاوتات في الثروات والحد من الفرص الاقتصادية. ويتجلى هذا بشكل خاص في قطاعات مثل توصيل الطعام وتجارة التجزئة عبر الإنترنت.

### ردود الفعل العنيفة بعد عام 2017
بحلول عام 2017، بدأت المواقف تجاه المنصات تتغير، حيث أعرب بعض المعلقين عن قلقهم إزاء قوتها ونفوذها المتزايد. في الولايات المتحدة، أصبحت شركات التكنولوجيا التي كانت تحظى بالثناء في السابق موضوعات تدقيق متزايدة من كلا طرفي الطيف السياسي. ووصفت شخصيات مثل يفجيني موروزوف ‏ العديد من المنصات بأنها «طفيلية»، وتتغذى على الهياكل الاجتماعية والاقتصادية القائمة.
وتبع ذلك زيادة في التنظيم في مناطق مثل أوروبا والصين، حيث واجهت المنصات الكبرى اتهامات بممارسات مناهضة للمنافسة ودعوات إلى فرض رقابة أقوى.
وعلى الرغم من أن شركات المنصات خضعت لتدقيق متزايد، فإن العديد منها ظلت تحظى بشعبية بين المستهلكين، كما يتضح من النتائج المالية القوية في أوائل عام 2018. وبحلول عام 2021، استمرت رواية «الهجوم التكنولوجي»، مع نشوء المزيد من التحديات التنظيمية في الولايات المتحدة وأوروبا والصين.

## الأنظمة
في مراحلها الأولى، استفادت المنصات الرقمية من تنظيمٍ مُيسّر، غالبًا ما كان مدعومًا بسياساتٍ مُصممة لدعم شركات الإنترنت الناشئة. إلا أن طبيعة المنصات العابرة للحدود جعلت التنظيم مُعقّدًا. ويتمثل التحدي الآخر في عدم وجود توافق في الآراء بشأن ما يشكل اقتصاد المنصة. ويجادل المنتقدون بأن القوانين الحالية غير كافية لتنظيم الأعمال التجارية القائمة على المنصات، مشيرين إلى مخاوف مثل معايير السلامة، والامتثال الضريبي، وحقوق العمال، والمنافسة.
وقد برز نهجان تنظيميان متناقضان في الولايات المتحدة والصين. في الولايات المتحدة، تعمل المنصات عمومًا تحت إشراف حكومي محدود. وعلى النقيض من ذلك، تفرض الصين تنظيماً صارماً على شركات منصاتها، مثل تينسنت وبايدو، بينما تعمل أيضاً على حمايتها من المنافسة الأجنبية في السوق المحلية.
في مارس 2018، قدم الاتحاد الأوروبي إرشادات لإزالة المحتوى غير القانوني من منصات التواصل الاجتماعي، محذرًا من أنه سيتم فرض لوائح أكثر صرامة إذا لم تعمل الشركات على تحسين التنظيم الذاتي. وتستكشف منظمة التعاون الاقتصادي والتنمية تنظيم عمل المنصات، في حين أطلقت المفوضية الأوروبية مبادرات لتحسين ظروف العمل للعاملين في المنصات. في 15 ديسمبر 2020، اقترحت المفوضية لائحتين رئيسيتين: قانون الخدمات الرقمية ‏ وقانون الأسواق الرقمية، بهدف زيادة المساءلة والمنافسة في اقتصاد المنصة.
تزايد تمثيل النقابات العمالية لعمال المنصات. وتعمل مؤسسة «فيروورك» على تهيئة ظروف عمل مقبولة عالميًا، بالتعاون مع مالكي المنصات والعمال والنقابات والحكومات.
وفي الصين، جذب نمو اقتصاد المنصات انتباه الجهات التنظيمية. في 18 يناير 2022، نشرت اللجنة الوطنية للتنمية والإصلاح ‏ وسبع إدارات أخرى إرشادات تقترح لوائح مستقبلية للاقتصاد القائم على المنصات.

## الاستشهادات
1. ↑  Xue، Chen؛ Tian، Wuxu؛ Zhao، Xiaotao (2020). "The Literature Review of Platform Economy". Scientific Programming. ج. 2020: 1–7. DOI:10.1155/2020/8877128.
2. ↑  Acs، Zoltan J.؛ Song، Abraham K.؛ Szerb، László؛ Audretsch، David B.؛ Komlósi، Éva (2021). "The evolution of the global digital platform economy: 1971–2021". Small Business Economics. ج. 57 ع. 4: 1629–1659. DOI:10.1007/s11187-021-00561-x.
3. ↑  Evans 2016، Chpt. 1, pp 12–13
4. ↑  Tett، Gillian (15 يونيو 2016). "Review – The Inner Lives of Markets". فاينانشال تايمز. مؤرشف من الأصل في 2016-09-11. اطلع عليه بتاريخ 2018-03-15.
5. ↑  Gawer 2009، Chpt. 8
6. ↑  Irving Wladawsky-Berger (15 فبراير 2016). "The Rise of the Platform Economy". Pieria. مؤرشف من الأصل في 2018-03-16. اطلع عليه بتاريخ 2018-03-15.{{استشهاد ويب}}:  صيانة الاستشهاد: مسار غير صالح (link)
7. ↑  Evans 2016، Chpt. 1, pp. 19, 20
8. ↑  Evans 2016، pp. 14, 15; Chpt 1
9. ↑  Rochet، Jean-Charles؛ Tirole، Jean (2003). "Platform Competition in Two-Sided Markets". Journal of the European Economic Association. ج. 1 ع. 4: 990–1029. DOI:10.1162/154247603322493212.
10. ↑  Asadullah، Ahmad؛ Faik، Isam؛ Kankanhalli، Atreyi (2018). "Digital Platforms: A Review and Future Directions". PACIS Proceedings. مؤرشف من الأصل في 2024-05-26.
11. ↑  Gawer 2009، Chpt. 2
12. ↑  Smyrnaios، Nikos؛ Baisnée، Olivier (2023). "Critically understanding the platformization of the public sphere". European Journal of Communication. ج. 38 ع. 5: 435–445. DOI:10.1177/02673231231189046.
13. ↑  Fischer، Renate؛ Jarren، Otfried (2024). "The platformization of the public sphere and its challenge to democracy". Philosophy & Social Criticism. ج. 50 ع. 1: 200–215. DOI:10.1177/01914537231203535.
14. ↑  Sorice، Michele (2020). "The «Platformization» of the Public Sphere". Comunicazione Politica ع. 3: 371–388. DOI:10.3270/98799.
15. 1 2 3  Helmond, Anne (1 Jul 2015). "The Platformization of the Web: Making Web Data Platform Ready". Social Media + Society (بالإنجليزية). 1 (2): 205630511560308. DOI:10.1177/2056305115603080. ISSN:2056-3051. Archived from the original on 2024-10-07.
16. 1 2  Helmond, Anne (1 Jul 2015). "The Platformization of the Web: Making Web Data Platform Ready". Social Media + Society (بالإنجليزية). 1 (2): 205630511560308. DOI:10.1177/2056305115603080. ISSN:2056-3051.
17. ↑  Plantin, Jean-Christophe; Lagoze, Carl; Edwards, Paul N; Sandvig, Christian (1 Jan 2018). "Infrastructure studies meet platform studies in the age of Google and Facebook". New Media & Society (بالإنجليزية). 20 (1): 293–310. DOI:10.1177/1461444816661553. ISSN:1461-4448. S2CID:4954150.
18. ↑  McIntyre, David P.; Srinivasan, Arati (2017). "Networks, platforms, and strategy: Emerging views and next steps". Strategic Management Journal (بالإنجليزية). 38 (1): 141–160. DOI:10.1002/smj.2596. ISSN:1097-0266. Archived from the original on 2023-03-16.
19. ↑  Flanagan, Kevin (7 Jun 2015). "The dangers of the Sharing Economy (3): A Platform for (Cooperative) Revolution". P2P Foundation (بالإنجليزية الأمريكية). Archived from the original on 2025-05-14. Retrieved 2021-12-16.
20. ↑  Kumar, Senthil (27 Nov 2019). "Why Platformization Is Key to Successful Digital Transformation". CXOToday.com (بالإنجليزية الأمريكية). Archived from the original on 2025-05-14. Retrieved 2021-12-16.
21. ↑  Evans 2016، Introduction
22. 1 2 3 4 5  Baldi، Stefan (29 مارس 2017). "Regulation in the Platform Economy: Do We Need a Third Path?". Munich Business School. مؤرشف من الأصل في 2025-05-14. اطلع عليه بتاريخ 2018-03-15.
23. ↑  Shaughnessy، Haydn (2015). "Introduction". Shift: A Leader's Guide to the Platform Economy. Tru Publishing. ISBN:978-1941420034.
24. ↑  "Platform Economy". أكسنتشر. 2016. مؤرشف من الأصل في 2018-03-15. اطلع عليه بتاريخ 2018-03-15.
25. ↑  Jacques Bughin؛ Tanguy Catlin؛ Miklós Dietz (مايو 2019). "The Right Digital Platform Strategy". ماكنزي. مؤرشف من الأصل في 2022-05-17. اطلع عليه بتاريخ 2020-05-03.
26. ↑  Evgeny Morozov (1 يونيو 2015). "Where Uber and Amazon Rule: Welcome to the World of the Platform". الغارديان. اطلع عليه بتاريخ 2018-03-15.
27. ↑  Evans 2016، Chpt 1 & 3; esp. pp. 32–33
28. ↑  Thornhill، John (8 أغسطس 2016). "Platform Businesses May Wipe Out Classic 20th Century Companies". فاينانشال تايمز. مؤرشف من الأصل ((التسجيل مطلوب)) في 2016-09-13. اطلع عليه بتاريخ 2018-03-15.
29. ↑  Alex Moazed, Nicholas L. Johnson (2016). Modern Monopolies: What It Takes to Dominate the 21st Century Economy. St. Martin's Press. ISBN:978-1250091895.
30. 1 2  Courtney Boyd Myers (2 ديسمبر 2013). "How much does it cost to build the world's hottest startups?". The Next Web. مؤرشف من الأصل في 2021-03-06. اطلع عليه بتاريخ 2018-03-15.
31. ↑  Evans 2016، Chp 2, Chpt 7, passim
32. ↑  Evans 2016، Chp 2, passim
33. ↑  Tiwana 2013، Chpt. 2
34. ↑  Tiwana 2013، Chpt. 1, passim
35. ↑  "Sources: VMware Sets Sights On Startup VMTurbo As Cloud Management Battle Heats Up". CRN. 30 أكتوبر 2015. مؤرشف من الأصل في 2023-05-03.
36. 1 2 3 4 5  Peter C. Evans and Annabelle Gawer (يناير 2016). "The Rise of the Platform Enterprise" (PDF). The Center for Global Enterprise. مؤرشف من الأصل (PDF) في 2025-04-19. اطلع عليه بتاريخ 2018-03-15.
37. ↑  Professor Trebor Scholz (2016). "Platform Cooperativism" (PDF). Rosa Luxemburg Foundation. مؤرشف من الأصل (PDF) في 2019-12-06. اطلع عليه بتاريخ 2018-03-15.
38. 1 2  
Algers، Jonas (نوفمبر 2016). "Reflections on Platform Cooperativism". Political Economy Research Centre. كلية جولدسميث (جامعة لندن). مؤرشف من الأصل في 2025-02-17. اطلع عليه بتاريخ 2018-03-15.
39. ↑  Shaughnessy، Haydn (2016). Platform Disruption Wave. Tru Publishing.
40. ↑  Manthur، Nandita (5 أكتوبر 2016). "China, India to dominate global digital platform economy: Accenture report". Live Mint. مؤرشف من الأصل في 2025-05-14. اطلع عليه بتاريخ 2018-03-15.
41. ↑  Dal Young Jin (2015). Digital Platforms, Imperialism and Political Culture. Routledge.
42. ↑  Jenkins، Siona (17 يوليو 2015). "Mobile technology widens its reach in Africa". فاينانشال تايمز. مؤرشف من الأصل ((التسجيل مطلوب)) في 2015-10-20. اطلع عليه بتاريخ 2018-03-15.
43. ↑  Fox، Killian (24 يوليو 2011). "Africa's mobile economic revolution". الغارديان. اطلع عليه بتاريخ 2018-03-15.
44. ↑  O'Brien، Danis (13 يوليو 2015). "Connectivity and technology in Africa – ahead of the global game?". فاينانشال تايمز. مؤرشف من الأصل ((التسجيل مطلوب)) في 2017-05-05. اطلع عليه بتاريخ 2018-03-15.
45. ↑  "World Development Report 2016: Digital Dividends". البنك الدولي. 2016. مؤرشف من الأصل في 2025-05-23. اطلع عليه بتاريخ 2018-03-15.
46. ↑  "The Rise of African Platforms" (PDF). The Center for Global Enterprise. يناير 2016. مؤرشف من الأصل (PDF) في 2016-05-28. اطلع عليه بتاريخ 2018-03-15.
47. ↑  Wang، Helen H. "How eBay Failed in China". Forbes. مؤرشف من الأصل في 2025-06-02. اطلع عليه بتاريخ 2020-01-04.
48. 1 2  Megan Specia؛ Paul Mozur (27 أكتوبر 2017). "A War of Words Puts Facebook at the Center of Myanmar's Rohingya Crisis". نيويورك تايمز. مؤرشف من الأصل في 2025-05-11. اطلع عليه بتاريخ 2018-03-15.
49. ↑  "GAIA-X Home page". مؤرشف من الأصل في 2023-08-21.
50. ↑  "Latin America and the Caribbean in the World Economy" (PDF). الأمم المتحدة. 2016. مؤرشف من الأصل (PDF) في 2023-05-02. اطلع عليه بتاريخ 2018-03-15.
51. ↑  Mander، Benedict (19 سبتمبر 2016). "Argentina: home to the majority of Latin America's tech unicorns". فاينانشال تايمز. مؤرشف من الأصل ((التسجيل مطلوب)) في 2025-05-06. اطلع عليه بتاريخ 2018-03-15.
52. ↑  Fishwick، Adam (2 مايو 2017). "Organizing Against the Gig Economy: Lessons from Latin America?". openDemocracy. مؤرشف من الأصل في 2019-01-21. اطلع عليه بتاريخ 2018-03-15.
53. 1 2  Bria، Francesca (فبراير 2016). "The robot economy may already have arrived". openDemocracy. مؤرشف من الأصل في 2018-12-18. اطلع عليه بتاريخ 2018-03-15.
54. ↑  Tieman، Ross (26 أكتوبر 2017). "Barcelona: smart city revolution in progress". فاينانشال تايمز. مؤرشف من الأصل ((التسجيل مطلوب)) في 2025-02-10. اطلع عليه بتاريخ 2018-03-15.
55. 1 2 3  Martin Kenney, John Zysman (19 يونيو 2015). "Choosing a Future in the Platform Economy: The Implications and Consequences of Digital Platforms" (PDF). جامعة كاليفورنيا (بركلي). مؤرشف من الأصل (PDF) في 2018-07-04. اطلع عليه بتاريخ 2019-08-01.
56. ↑  Foroohar، Rana (2 مايو 2017). "Gap between gig economy's winners and losers fuels populists". فاينانشال تايمز. مؤرشف من الأصل ((التسجيل مطلوب)) في 2024-05-15. اطلع عليه بتاريخ 2018-03-15.
57. ↑  Huws، Ursula (ديسمبر 2016). "CROWD WORK IN EUROPE" (PDF). جامعة هيرتفوردشاير. مؤرشف من الأصل (PDF) في 2022-03-19. اطلع عليه بتاريخ 2016-03-15.
58. ↑  European Parliament. Directorate General for Parliamentary Research Services. (2021). Online platforms: economic and societal effects. LU: Publications Office. DOI:10.2861/844602. ISBN:978-92-846-7745-0.
59. 1 2  Kenney، Martin؛ Zysman، John (2016). "The Rise of the Platform Economy". Issues in Science and Technology. ج. 32 ع. 3: 61–69. JSTOR:24727063. مؤرشف من الأصل في 2024-12-02.
60. 1 2 3 4  Gray، Mary L.؛ Suri، Siddharth (2019). Ghost Work: How to Stop Silicon Valley from Building a New Global Underclass. New York: Houghton Mifflin Harcourt.
61. 1 2 3 4  Star، S.L.؛ Strauss، A. (1999). "Layers of Silence, Arenas of Voice: The Ecology of Visible and Invisible Work". Computer Supported Cooperative Work. ج. 8 ع. 1: 9–30. DOI:10.1023/A:1008651105359.
62. ↑  Adrian Wooldridge (18 نوفمبر 2013). "The coming tech-lash". ذي إيكونوميست. مؤرشف من الأصل في 2025-04-16. اطلع عليه بتاريخ 2020-05-14.
63. ↑  Evgeny Morozov (1 يونيو 2015). "Where Uber and Amazon Rule: Welcome to the World of the Platform". الغارديان. اطلع عليه بتاريخ 2018-03-15.
64. ↑  Weigel، Moira (31 أكتوبر 2017). "Coders of the world, unite: can Silicon Valley workers curb the power of Big Tech?". الغارديان. اطلع عليه بتاريخ 2018-03-15.
65. ↑  Richard Waters؛ Hannah Kuchler؛ Tim Bradshaw (27 أبريل 2018). "Big tech's stellar quarter proves the power of their platforms". فاينانشال تايمز. مؤرشف من الأصل ((التسجيل مطلوب)) في 2023-11-19. اطلع عليه بتاريخ 2018-05-19.
66. ↑  Matthew Field (29 ديسمبر 2019). "The techlash that never was: Facebook and Google unbowed after year of challenges". ديلي تلغراف. مؤرشف من الأصل في 2023-04-30. اطلع عليه بتاريخ 2020-05-14.
67. ↑  Komsky، Jane (7 سبتمبر 2017). "Co-Regulating the Platform Economy". The Regulatory Review. مؤرشف من الأصل في 2025-05-14. اطلع عليه بتاريخ 2018-03-15.
68. ↑  Deloitte. The Rise of the Platform Economy. December 2018.
69. ↑  Lucas، Louise (21 نوفمبر 2017). "Tencent and Alibaba Close in on Global Tech Elite". فاينانشال تايمز. مؤرشف من الأصل ((التسجيل مطلوب)) في 2023-05-03. اطلع عليه بتاريخ 2018-03-15.
70. ↑  Mehreen Khan and Aliya Ram (1 مارس 2018). "Social Media Faces EU '1-Hour Rule' on Taking Down Terror Content". فاينانشال تايمز. مؤرشف من الأصل ((التسجيل مطلوب)) في 2024-03-13. اطلع عليه بتاريخ 2018-03-15.
71. ↑  "Web Is Dead, Long Live the Internet". المفوضية الأوروبية. 1 مارس 2018. مؤرشف من الأصل في 2019-11-11. اطلع عليه بتاريخ 2018-03-15.
72. ↑  Lane، Marguerita. "Regulating Platform Work in the Digital Age" (PDF). OECD. مؤرشف من الأصل (PDF) في 2025-05-14. اطلع عليه بتاريخ 2020-06-16.
73. ↑  "A New Industrial Strategy for Europe" (PDF). European Commission. مؤرشف من الأصل (PDF) في 2021-02-04. اطلع عليه بتاريخ 2020-06-16.
74. ↑  "The Digital Services Act: Ensuring a Safe and Accountable Online Environment". European Commission. مؤرشف من الأصل في 2022-12-07. اطلع عليه بتاريخ 2020-12-20.
75. ↑  "The Digital Markets Act: Ensuring Fair and Open Digital Markets". European Commission. مؤرشف من الأصل في 2022-12-07. اطلع عليه بتاريخ 2020-12-20.
76. ↑  Graham، Mark (29 ديسمبر 2018). "A Field Guide to the Future of Work" (PDF). الجمعية الملكية للفنون. مؤرشف من الأصل (PDF) في 2024-01-14. اطلع عليه بتاريخ 2019-01-11.
77. ↑  "Fairwork Foundation". University of Oxford. مؤرشف من الأصل في 2020-11-01. اطلع عليه بتاريخ 2020-03-20.
78. ↑  "国家发展改革委等部门关于推动平台经济规范健康持续发展的若干意见". National Development and Reform Commission. مؤرشف من الأصل في 2024-02-19. اطلع عليه بتاريخ 2022-05-01.

## للقراءة الإضافية
- Belli، Luca؛ Zingales، Nicolo؛ Curzi، Yasmin، المحررون (2021). Glossary of platform law and policy terms, Rio de Janeiro: FGV Direito Rio, 2021. Internet Governance Forum. مؤرشف من الأصل في 2025-02-20.
- W. Edward Steinmueller؛ Robin Mansell (2020). Advanced Introduction to Platform Economics. Edward Elgar Publishing. ISBN:978-1-78990-062-0.

- Jørgensen، Rikke Frank، المحرر (2019). Human Rights in the Age of Platforms. The MIT Press. DOI:10.7551/mitpress/11304.001.0001. ISBN:9780262353946. S2CID:211382165.
- Atal, Maha Rafi (2021). "The Janus faces of Silicon Valley". Review of International Political Economy.
- Ulrich Dolata؛ Jan-Felix Schrape (2022). Platform Architectures. The Structuration of Platform Companies on the Internet (PDF). Research Contributions to Organizational Sociology and Innovation Studies Discussion Paper 2022-01. ISSN:2191-4990. مؤرشف من الأصل (PDF) في 2024-02-26.

- Garcia Calvo، Angela؛ Kenney، Martin؛ Zysman، John (2023). "Understanding work in the online platform economy: the narrow, the broad, and the systemic perspectives". Industrial and Corporate Change. ج. 32 ع. 4: 795–814. DOI:10.1093/icc/dtad005.